# Stylochaeta longispinosa
Stylochaeta longispinosa är en djurart som tillhör fylumet bukhårsdjur, och som beskrevs av A. Greuter 1917. Stylochaeta longispinosa ingår i släktet Stylochaeta och familjen Dasydytidae. Inga underarter finns listade i Catalogue of Life.